# Microcerophina planifacies
Microcerophina planifacies là một loài ruồi trong họ Tachinidae.